# Novoli (Florence)
Pour les articles homonymes, voir Novoli.
Novoli est un un quartier de Florence, en Italie. Il faisait partie de l'ancienne commune de Pellegrino jusqu'en 1865, date à laquelle il a été rattaché à la commune de Florence.

## Histoire
Novoli est principalement connu comme une zone industrielle jusqu'aux années 1970, date à laquelle il commence à se développer en un quartier résidentiel « chaotique » et « morne »,. Le constructeur automobile italien Fiat décide de fermer son usine de Novoli dans les années 1980. L'entreprise accepte de faire don de ses terrains à la ville de Florence, en échange de l'autorisation de développer le reste de la zone en une ville satellite,.

## Bâtiments
Sont inclus parmi les bâtiments remarquables de Novoli : les ruines de la Villa San Donato, le nouveau palais de justice de Florence, inauguré en 2012, la faculté des sciences sociales de l'université de Florence, l'église Santa Maria a Novoli, et l'église San Donato in Polverosa.